# Desimetrización
Desimetrización en estereoquímica es la modificación de una molécula que resulta en la pérdida de uno o más elementos de simetría.  Una aplicación común de esta clase de reacciones implica la introducción de quiralidad.  Formalmente, tales conversiones requirieron la pérdida de un eje impropio de rotación (plano espejo, centro de inversión, eje de rotación-reflexión). En otras palabras, las desimetrizaciones convierten precursores proquirales en productos quirales.

## Ejemplos
Los sustratos típicos son epóxidos, dioles, dienos, y anhídridos de ácido carboxílico.
Un ejemplo es la conversión  de cis-3,5-diacetoxycyclopentano a monoacetato. En esta transformación, el plano de simetría en el precursor se pierde, y el producto es asimétrico.  La desimetrización por sí misma no se considera útil.  La desimetrización enantioselectiva, sin embargo, resulta en un producto útil.  Esta conversión particular utiliza la enzima colinesterasa.
En otro ejemplo, una imida simétrica y cíclica está sometida a deprotonación asimétrica, resultando en un producto quiral con enantioselectividad alta.
La Hidrogenación de transferencia convierte benzil (PhC(O)C(O)Ph) en un enantiómero de hidrobenzoina:
PhC(O)C(O)Ph  +  2 H2   →   PhCH(OH)CH(OH)Ph
El precursor benzil tiene simetría C2v, y el producto tiene simetría C2.
El ácido cítrico es también una molécula simétrica que puede ser desimetrizada por medio de metilación parcial.

Desimetrización de ácido cítrico